# Beatmania (PlayStation)
beatmania es la primera entrega para consola dirigida a PlayStation. Fue estrenado en octubre de 1998, y más tarde, fue relanzado en diciembre del mismo año como BEST edition. A pesar de que puede ser una contraparte de beatmania, en realidad es una contraparte para beatmania 2ndMIX. Este juego fue lanzado junto con una expansión conocida como beatmania APPEND YebisuMIX.

## Modos de juego
- Practice: Ideal para principiantes. En este modo se aprende a tocar las notas y también a girar adecuadamente el disco, para luego poner a prueba lo aprendido jugando con las canciones u gotta groove y jam jam reggae, respectivamente.
- Normal: Es el modo común de juego. Se suelen jugar 3 stages más un DJbattle, dependiendo las canciones que se jueguen, aparecen otras ocultas para ser jugadas.
- Expert: Siendo el modo Avanzado, El jugador escoge uno de los tres cursos (o courses) de canciones (classic, vocal y techno) las cuales cada una contiene cinco canciones. El objetivo del jugador es superar todas las canciones, evitando dejar la barra de energía en un punto en donde no se considera pasable al juego o de plazo vacía, ya que si sucede, perderá y se dará por terminado el juego.

## beatmania APPEND YebisuMIX
La expansión YebisuMIX es el primer Add-on creado para beatmania. El nombre YebisuMIX es una referencia a Yebisu Garden Place 恵比寿ガーデンプレイス (Ebisu gādenpureisu?), un centro donde las oficinas de KCEJ WEST estaban ubicados en aquel momento. El disco viene con el mismo juego, pero como un segundo disco adjunto con el primero. Para iniciar el juego requiere primero ser activado por el primer disco denominado como Key disc (Disco llave en español). Para activarlo primero se debe insertar el primer disco (ARCADE 2ndMIX) y esperar al menú de inicio. Una vez que esté hecho, se selecciona en el menú la opción Disc Change. Cuando el juego pida que se cambie el disco, se retira el mismo de la consola y se inserta el segundo (APPEND YebisuMIX) y luego se pulsa el botón de Start.

## Lista de canciones
La siguiente tabla muestra las canciones introducidas en el juego:

### Canciones previas
| Título                                | Género              | Artista                        | BPM              |                  |                  |
| beatmania 2ndMIX                      | beatmania 2ndMIX    | beatmania 2ndMIX               | beatmania 2ndMIX | beatmania 2ndMIX | beatmania 2ndMIX |
| ------------------------------------- | ------------------- | ------------------------------ | ---------------- | ---------------- | ---------------- |
| PRACTICE STAGE                        | -                   | ♪♪♪♪♪                          | 100              |                  |                  |
| Beginning of life                     | AMBIENT             | QUADRA                         | 110              |                  |                  |
| jam jam reggae (FUNKY jam Cookie mix) | REGGAE FUNKY MIX    | Crunky Boy                     | 90               |                  |                  |
| Do you love me?                       | BALLAD (JAZZ-SOUL)  | reo-nagumo                     | 100              |                  |                  |
| u gotta groove (Triple Mazin Dub)     | HIP-HOP STREET MIX  | DJ Mazinger                    | 94               |                  |                  |
| tokai                                 | JAPANESE HIP-HOP    | perfomed by co-key DJ Mazinger | 97               |                  |                  |
| Salamander Beat Crush mix             | KONAMIX             | NITE SYSTEM                    | 134              |                  |                  |
| LOVE SO GROOVY (Nite's After Luv mix) | HOUSE SPILITUAL MIX | NITE SYSTEM                    | 131              |                  |                  |
| OVERDOSER (Driving Dub mix)           | MINIMAL TECHNO MIX  | QUADRA                         | 133              |                  |                  |
| SKA a go go                           | SKA                 | THE BALD HEADS                 | 144-160          |                  |                  |
| Acid Bomb                             | HARD TEKNO          | DJ FX                          | 140              |                  |                  |
| e-motion                              | RAVE                | e.o.s                          | 140-145          |                  |                  |
| Deep Clear Eyes                       | DRUM'N BASS MIX     | QUADRA                         | 155              |                  |                  |
| beatmania                             |                     |                                |                  |                  |                  |
| u gotta groove                        | HIP-HOP             | DJ nagureo                     | 94-100           |                  |                  |
| jam jam reggae                        | REGGAE              | jam master '73                 | 90               |                  |                  |
| OVERDOSER (romo mix)                  | TECHNO              | MIRAK                          | 132              |                  |                  |
| OVERDOSER (ambient mix)               | TECHNO              | MIRAK                          | 134              |                  |                  |
| 2 gorgeous 4U                         | BREAK-BTS           | prophet-31                     | 150              |                  |                  |
| greed eater                           | BREAK-BTS           | The Dust Fathers               | 112              |                  |                  |
| LOVE SO GROOVY                        | SOUL                | LOVEMINTS                      | 141              |                  |                  |
| LOVE SO GROOVY (12inch version)       | SOUL                | LOVEMINTS                      | 141              |                  |                  |
| 20,november (single mix)              | HOUSE               | DJ nagureo                     | 130              |                  |                  |
| 20,november (radio edit)              | HOUSE               | DJ nagureo                     | 130              |                  |                  |
| e~emotion                             | RAVE                | e.o.s                          | 140-145          |                  |                  |

### APPEND YebisuMIX
| Cat Song ～Theme of UPA      | FUNK              | Hiyoruki Togo                    | 127 |
| Body                         | STYLISH GARAGE    | TOMOKI HIRATA ～remixed by r24bm | 134 |
| PAPAYAPA BOSSA               | BOSSA GROOVE      | staccato two-J                   | 143 |
| Changing the ASIA            | ASIAN TRADITIONAL | CHEAP FOREST                     | 95  |
| Ain't it Good                | SPEED GARAGE      | TOMOKI HIRATA ～remixed by r24bm | 134 |
| Stop Violence!               | FUNKY JAZZ GROOVE | Herbie Hammock & His Band        | 113 |
| I.C.B.                       | HARD HOUSE        | TOMOKI HIRATA ～remixed by r24bm | 140 |
| METALGEAR SOLID ～Main Theme | BIGBEAT MIX       | ESPACIO BROTHERS                 | 140 |
| La Bossanova de Fabienne     | BOSSA GROOVE      | staccato two-F                   | 143 |